# Encyclopædia Britannica, Inc.
Encyclopædia Britannica, Inc. este o companie americană fondată în Scoția, cunoscută mai ales pentru publicarea Encyclopædia Britannica, cea mai veche enciclopedie publicată încontinuu din lume.

## Istoric

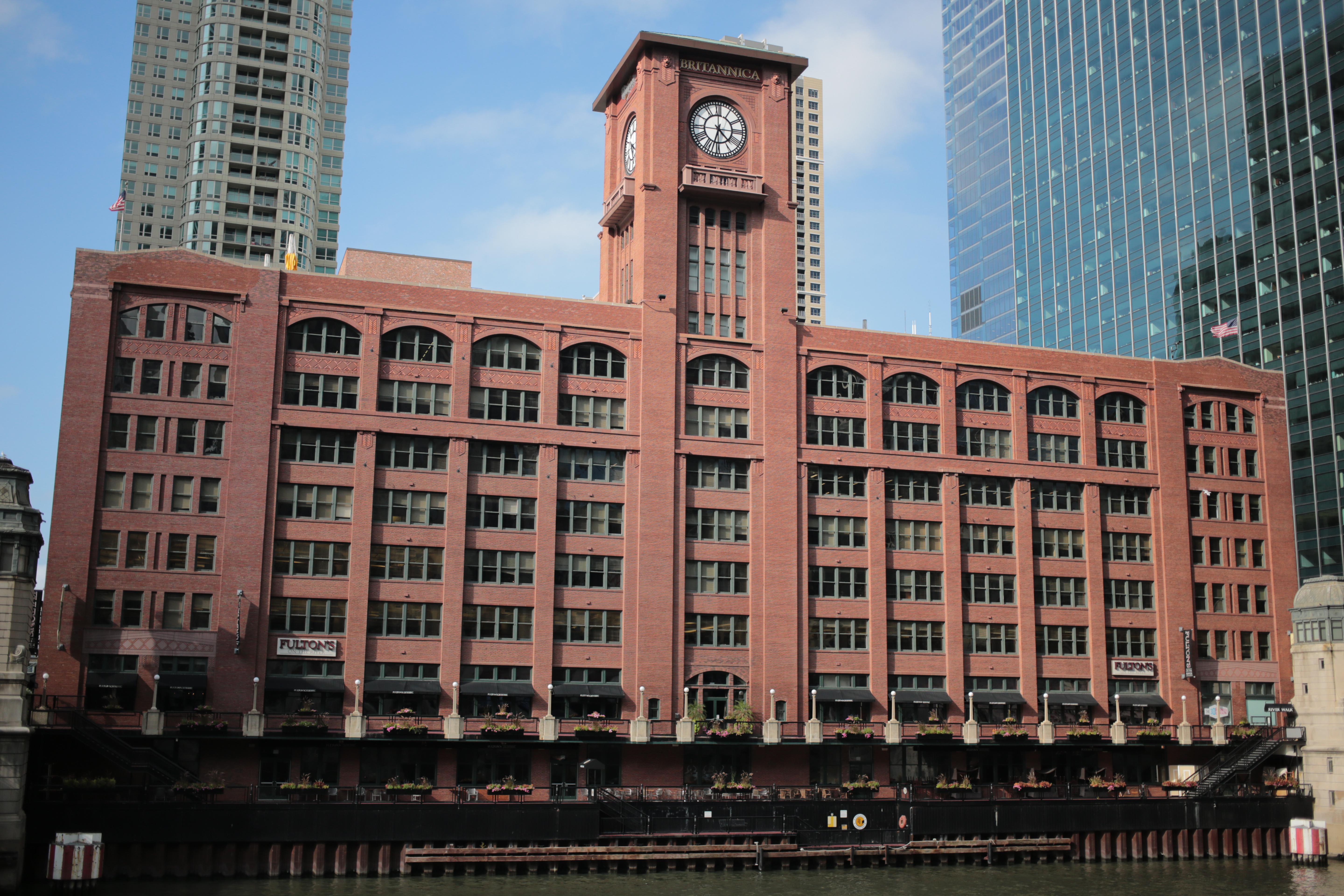
Sediul actual din Chicago

Compania a fost fondată la Edinburgh, Scoția, în secolul al XVIII-lea, în contextul științifico-cultural al Iluminismului Scoțian. Un tipograf, Colin Macfarquhar, și un gravor, Andrew Bell, au format un parteneriat pentru a crea o nouă carte care să întruchipeze noul spirit al cunoașterii. William Smellie a fost angajat să redacteze lucrarea originală în trei volume, publicând câte un volum începând cu 1768.
Reputația enciclopediei a crescut în cursul publicării volumelor ulterioare.

### Sears Roebuck
Ediția a 11-a a fost publicată în 1910/1911.
În 1920 marca înregistrată și drepturile de publicare au fost vândute către Sears Roebuck, care le-a deținut până în 1943, când proprietatea companiei a trecut la William Benton.
Cea de-a 12-a ediție a fost publicată în 1921/1922, iar cea de-a 13-a ediție a fost publicată în 1926. În anul 1929 a fost publicată ediția a 14-a complet revizuită.
Pe la mijlocul anilor 1930 sediul companiei a fost mutat la Chicago, Illinois, Statele Unite ale Americii, iar colectivul redacțional nu a mai fost destrămat după finalizarea unei noi ediții, ci a fost păstrat ca un departament editorial permanent, pentru a ține pasul cu dezvoltarea rapidă a cunoștințelor de la acea vreme.
Începând din 1936 a fost tipărită în fiecare an o nouă ediție a enciclopediei, care includea ultimele modificări și actualizări. În 1938 a apărut prima ediție a suplimentului Britannica Book of the Year. Acest supliment anual este publicat inclusiv în prezent.

### William Benton
William Benton a publicat Encyclopædia Britannica din 1943 până la moartea sa, în 1973. Benton a achiziționat, de asemenea, compania Electrical Research Products Inc. Classroom Films pe care a redenumit-o Encyclopædia Britannica Films. După moartea văduvei lui Benton, Helen Benton, în 1974, Fundația Benton a continuat să coordoneze publicarea Encyclopædia Britannica până când a fost vândută lui Jacqui Safra în 1996.
În 1947 Britannica a lansat 10 Eventful Years, un compendiu al evenimentelor din perioada celui de-al Doilea Război Mondial în 4 volume.
În 1952 Britannica a publicat setul de referință Great Books of the Western World, un set de 54 de volume al „marilor cărți” ale culturii occidentale.
Drepturile de publicare ale Compton's Encyclopedia au fost achiziționate de Encyclopædia Britannica, Inc. în 1961. Merriam-Webster Inc. a fost o subsidiară a companiei Encyclopædia Britannica Inc. din 1964.
La 9 martie 1976 Federal Trade Commission din S.U.A. a interzis companiei Encyclopædia Britannica, Inc., să folosească a) practici de publicitate înșelătoare în recrutarea agenților de vânzări și realizarea unor vânzări mai mari și b) practici de vânzare înșelătoare în cadrul prezentărilor din ușă în ușă prezentări ale agenților săi de vânzări.

### Jacqui Safra
Jacqui Safra a ajuns proprietar al companiei în 1996.
Sub proprietatea lui Safra, compania a întâmpinat unele probleme financiare, iar colaboratorii independenți au așteptat până la șase luni pentru a-și primi drepturile de autor și personalul nu a beneficiat ani de zile de măriri de salarii, potrivit unui raport publicat în New York Post. Măsurile de reducere a costurilor au inclus utilizarea fotografiilor fără drepturi de autor. În decembrie 2002 compania Britannica le-a spus angajaților că va mări contribuția plătită în conturile lor de pensii 401 (k), apoi le-a eliminat în totalitate. Un purtător de cuvânt al companiei a declarat: „A avut loc strângerea curelei și au fost adoptate unele reduceri de costuri, dar nu vom intra în detalii... Suntem o companie privată”.

## Legături externe
- Site-ul companiei
- Encyclopædia Britannica Corporate, „Company History”